# Cratere Urbinia
Urbinia è un cratere sulla superficie di 4 Vesta.